# Romeo und Julia auf dem Dorfe (1941)
Romeo und Julia auf dem Dorfe ist ein Schweizer Spielfilm aus dem Jahre 1941 von Hans Trommer (künstlerische Leitung) und Valérien Schmidely (technische Leitung). Dem Stoff lag die gleichnamige Novelle aus dem Novellenzyklus Die Leute von Seldwyla (1856) von Gottfried Keller zugrunde. Die Titelrollen spielen das spätere (seit 1943) Ehepaar Margrit Winter und Erwin Kohlund.

## Handlung
Die Handlung spielt in der ländlichen Schweiz beim fiktiven Ort Seldwyla. Seit frühester Kindheit sind Vreneli Marti und Sali Manz miteinander befreundet und verbringen oft ihre Freizeit mit gemeinsamen Spielen. Mit zunehmendem Alter passt dies aber ihren Vätern ganz und gar nicht, liegen der alte Marti und der alte Manz doch heftig über Kreuz, weil sich beide bezüglich eines an ihre Grundstücke grenzenden Feldes, dessen Besitzer verstorben ist, streiten. Nur dessen unehelicher Sohn, der von allen stets «der schwarze Geiger» genannt wird, hätte ein Besitzrecht geltend machen können, doch wurde er von den beiden rabiaten Bauern Manz und Marti mit Steinwürfen aus der Gegend verjagt. Schliesslich wird das brachliegende Feld öffentlich versteigert, und Albert Manz kann es schliesslich erwerben. Da zu diesem Land auch ein Zipfelchen Erde gehört, das sich Marti bereits (widerrechtlich) angeeignet hat, wird die Parzelle unter Zwangsverwaltung gestellt. Es kommt zu einem langen Rechtsstreit, denn keiner der beiden alten Streithähne will nachgeben.
Die einstige, düstere Voraussagung des «schwarzen Geigers» soll sich bald bewahrheiten: der jahrelange Prozess ruiniert schliesslich die beiden Kontrahenten. Frau Marti liegt im Sterben, und die beiden Kinder Vreneli und Sali wurden durch den Dauerzwist für lange Zeit getrennt. Erst als beide erwachsen sind, sehen sie sich wieder. Vreneli ist zu einer anmutigen Frau gereift, die von Sali, nunmehr verschämt aus der Ferne, angehimmelt wird. Das Unglück des Streits zwischen den Familien hat dazu geführt, dass Salis Eltern ihren Hof aufgeben müssen und in die Stadt ziehen, wo sie eine ziemlich abgerissene und in schlechtem Ruf stehende Gastwirtschaft übernehmen. Erst beim gemeinsamen Fischen im Fluss kommt es zu einer direkten Begegnung zwischen Sali und Vreneli und beider Väter, die sich noch immer spinnefeind sind. Sofort beginnen sich die beiden Alten zu prügeln, und beider Nachkommen haben grosse Mühe, die Streithähne zu trennen. Ein zarter Blick, eine flüchtige Berührung, und Vreneli und Sali spüren augenblicklich, dass nicht nur die alten Gefühle wieder da sind, sondern dass diese sich sogar im Lauf der Jahre verstärkt haben.
Als am darauf folgenden Tag der alte Marti nicht anwesend ist, nutzt Sali die Gunst der Stunde, um mit «seinem» Vreneli allein sprechen zu können. In einem Kornfeld gestehen sie einander ihre Liebe. Doch dabei werden sie von Marti überrascht, der seine Tochter im höchsten Zorn wegen dieses Treffens schlägt. Sali greift ein und schlägt wiederum Marti mit einem Steinhieb am Kopf nieder. Die Verletzung ist derart schwer, dass Marti seitdem nicht mehr ganz bei Sinnen ist und Vreneli nunmehr den väterliche Hof veräussern muss. Sali beschliesst: jetzt oder nie, und er verlässt mit ein wenig Erspartem in der Tasche die Kaschemme seine Eltern. Ehe man sich endgültig trennen will, da man keine gemeinsame Zukunft miteinander sieht, wollen Vreneli und Sali miteinander einen gemeinsamen Tag voll ausgelassener Freude verbringen. Dieser wunderschöne Tag klingt aus mit einem Tanz im «Paradiesgärtli», einem Ausflugslokal für arme Leute. Der aufspielende Geiger macht sich einen Spass daraus, ein Scheinhochzeitsfest zu veranstalten, mit Sali und Vreneli als getrautem Paar. Dieses Spiel, das romantisch im Mondschein endet, zeigt den beiden Liebenden in den Morgenstunden, dass sie in Wahrheit nie ohne einander werden leben können. Das Rauschen des Flusses lockt sie an, und sie begeben sich auf einen kleinen Heukahn und werden von der Strömung abgetrieben. Nahende Nebelschwaden signalisieren zugleich ein tödliches Ende. Einige Zeit später wird das Boot leer aufgefunden.

## Produktionsnotizen
Die Genossenschaft für Filmproduktion «Pro-Film» in Zürich war unter der Leitung von Conrad Arthur Schlaepfer für die Produktion verantwortlich.
Mit den Dreharbeiten zu dem Film Romeo und Julia auf dem Dorfe wurde im Juni 1941 begonnen. Das Gros der Filmaufnahmen entstand zwischen dem 15. Juli und dem 30. September 1941. Die Aussenaufnahmen wurden in Oberglatt, Zollikon, Zürich und am Limmatufer hergestellt, die Innenaufnahmen im Filmstudio Seebach AG, Zürich. Die Uraufführung des Films fand am 8. November 1941 im Zürcher Kino Rex statt. In Deutschland wurde der Film erstmals am 7. April 1975 im Dritten Programm des Bayerischen Fernsehens gezeigt.
Die Filmbauten entwarf Fritz Butz, für den Ton sorgte der aus Deutschland emigrierte Kameramann Charles Métain (Die Nacht gehört uns, Westfront 1918).
Trotz durchgängig positiver Aufnahme durch die Kritik und einer Pressekampagne lief dieser Film nur sehr schlecht. Bereits nach 23 Tagen musste Romeo und Julia auf dem Dorfe in Zürich wieder vom Spielplan genommen werden. Die Schweizer Bundesregierung weigerte sich daraufhin, den Film als nationalen Beitrag 1942 zur Biennale nach Venedig zu entsenden. Auch der Versuch einer Neuveröffentlichung am 19. Februar 1943 blieb erfolglos, nicht einmal in der welschen Schweiz wurde der Film herausgebracht. In Österreich lief Romeo und Julia auf dem Dorfe 1948 unter dem Titel Der schwarze Geiger an, in Deutschland wurde er nicht gezeigt.

## Kritik
Die heimische und später auch internationale Kritik überschlug sich förmlich bezüglich Trommers Spielfilmerstlings. Nachfolgend einige Beispiele:

«Sollte der Film beim Publikum wegen seiner schlichten Zartheit nicht den Erfolg haben, den es verdient, so blamiert es sich selbst damit!»

«Der schönste, echteste aller Schweizer Filme, dessen Tragweite man gestern nicht erfasst hat und der für heute und morgen noch wegweisend ist.»

«Diese dem literarischen Wurf ebenbürtige Verfilmung bezaubert durch Bilder von stärkster Ausdruckskraft, deren im Schweizer Film einmalige Schönheit das Werk mit einer traurigen Poesie verklärt. Die wenigen Dialoge fügen sich großartig in den Bilderfluß ein, den Trommer kommentierend begleitet. In seiner Schönheit und Stimmungsdichte ist dieses Werk im Schweizer Film bis heute unerreicht.»

Hervé Dumonts «Die Geschichte des Schweizer Films» nannte Romeo und Julia auf dem Dorfe einen “legendären Film, in dem Natur und Tragödie im Gleichklang sind.”
Im Lexikon des internationalen Films heisst es: „Die um Werktreue bemühte Verfilmung der Novelle von Gottfried Keller wirkt in Typen- und Milieuzeichnung frisch und ungekünstelt.“

## Restauration
Die ursprünglich Filmfassung von 121 Minuten wurde als nicht «kommerziell auswertbar» taxiert und schon 1941 auf 104 Minuten heruntergeschnitten; 1943 erfolgte eine weitere Kürzung um 10 Minuten. Die 1973 am Filmfestival von Locarno von Trommer und dem Filmregisseur und Dante-Preisträger Herbert E. Meyer (* 1907 in Bern) gezeigte Version enthielt gerade noch 83 Minuten. In viereinhalbjähriger Arbeit haben sich Ende der 2010er-Jahre die Cinémathèque Suisse und das Schweizer Fernsehen SRF darangemacht, eine Fassung (wieder-)herzustellen, die der ursprünglichen Version so nahe wie möglich kommt. Diese Version hatte am 21. Februar 2023 ihre Premiere an der Berlinale.